# The Bride Stripped Bare
The Bride Stripped Bare è il quinto album di Bryan Ferry, pubblicato dalla Polydor Records nel settembre del 1978.
L'album raggiunse la posizione numero 13 nelle chart (riservate agli album) inglesi.

## Tracce
Lato A
1. Sign of the Times – 2:28 (Bryan Ferry)
2. Can't Let Go – 5:14 (Bryan Ferry)
3. Hold On (I'm Coming) – 3:37 (Isaac Hayes, David Porter)
4. The Same Old Blues – 3:21 (J.J. Cale)
5. When She Walks in the Room – 6:23 (Bryan Ferry)

Durata totale: 21:03
Lato B
1. Take Me to the River – 4:29 (Al Green, Mabon Teenie Hodges)
2. What Goes On – 4:11 (Lou Reed)
3. Carrickfergus – 3:45 (Tradizionale, arrangiamento di Bryan Ferry)
4. That's How Strong My Love Is – 3:17 (Roosevelt Jamison)
5. This Island Earth – 5:06 (Bryan Ferry)

Durata totale: 20:48

## Formazione
- Bryan Ferry - voce, cori, tastiera, pianoforte
- Waddy Wachtel - chitarra, cori, slide guitar
- Neil Hubbard - chitarra elettrica
- Ann Odell - pianoforte
- Alan Spenner - basso
- Rick Marotta - batteria
- Ann Odell - organo Hammond
- Steve Nye - pianoforte, Fender Rhodes
- John Wetton - basso
- Preston Heyman - batteria
- Herbie Flowers - contrabbasso
- Martin Drover - tromba
- Mel Collins - sax

Note aggiuntive
- Waddy Wachtel, Rick Marotta, Simon Puxley, Steve Nye e Bryan Ferry - produttori
- Registrazioni effettuate al Mountain Studios di Montreux, Svizzera
- Steve Nye - ingegnere della registrazione
- Dave Richards - assistente ingegnere della registrazione
- Martin Pearson - assistente ingegnere della registrazione
- Remixaggio effettuato al Atlantic Studios di New York
- Simon Puxley - produttore
- Lew Hahn - ingegnere del remixaggio
- Jimmy Douglass - ingegnere del remixaggio
- Randy Mason - assistente ingegnere del remixaggio
- Ahmet Ertegün - counsel